# Bridgesia incisifolia
Bridgesia incisifolia es una especie botánica de fanerógamas en la familia Sapindaceae. Es un arbusto nativo en Sudamérica, donde es un endemismo de Chile.

## Descripción
Es un arbusto erecto que alcanza un tamaño de 1 a 2 m de altura. Está en peligro por el pastoreo del ganado caprino. Crece en las laderas rocosas a una altitud de 50 a 1800 metros. Florece en primavera.

## Taxonomía
Bridgesia incisifolia fue descrita por Bertero ex Cambess. y publicado en Nouvelles Annales du Museum d'Histoire Naturelle 3: 234. 1834
Etimología
Bridgesia: nombre genérico que fue otorgado en honor del botánico Thomas Charles Bridges.
incisifolia: epíteto latíno que significa "con cortes en la hojas"
Sinonimia
- Tripterocarpus incisifolia Meisn.